# 梅塞尔雷蒙多堡
梅塞尔雷蒙多堡（義大利語：Castiglione Messer Raimondo）是意大利泰拉莫省的一个市镇。总面积30平方公里，人口2409人，人口密度80.3人/平方公里（2009年）。ISTAT代码为067013。